# Dallara DW12
La Dallara DW12 è una vettura monoposto a ruote scoperte da competizione costruita dalla Dallara Automobili per partecipare alla IndyCar Series.

## Il contesto
Questa vettura è stata sviluppata seguendo un progetto che la Dallara ha concepito per concorrere ad una gara d'appalto, indetta dalla Indycar.
La macchina fa parte del programma Indycar denominato ICONIC Project, che è l'acronimo di Innovative, Competitive, Open-Wheel, New, Industry-Relevant, Cost-Effective. Ossia un programma studiato per fronteggiare la crisi finanziaria internazionale di cui anche la serie a stelle e strisce ha risentito, e l'intento era quello di costruire vetture più competitive, meno esose nei consumi e costi di gestione, ma soprattutto più sicure.
Caratteristiche che la vecchia Dallara IR-05 in uso dal 2003, non poteva più garantire.
La Dallara ha vinto nuovamente l'appalto della Indycar, col nuovo progetto DW12, così chiamata in onore di Dan Wheldon, uno dei piloti simbolo della Indycar che ha dato molto per lo sviluppo della vettura italiana e morto nell'ultima corsa della stagione 2011 disputatasi al Las Vegas Motor Speedway.

## Tecnica
Tecnicamente la macchina si distingue completamente dal modello IR-05.
È stata riprogettata da zero, ed il suo punto forte risiede nelle nuove misure di sicurezza adottate con una cellula di sopravvivenza più robusta ed un kit aerodinamico molto curato, disegnato per evitare il decollo della vettura che segue in caso di contatto con le ruote posteriori della macchina davanti.
La parte principale del progetto è la cellula di sicurezza, ossia l'abitacolo, una struttura monoscocca in fibra di carbonio costruita per sopportare urti più cruenti rispetto al passato ed in modo da convertire l'energia meccanica rilasciata negli incidenti in deformazioni strutturali.
Questa parte della DW12 è la più importante in quanto secondo il progetto ICONIC, tutti i team sono costretti ad utilizzare la cellula progettata dalla Dallara e dunque il proprio telaio, mentre dal 2013 è concesso l'utilizzo di pacchetti aerodinamici di altri costruttori, che tuttavia non potranno sviluppare un proprio telaio.
Come detto l'altra grossa innovazione risiede nell'applicazione di una sorta di paraurti montato dietro l'asse delle ruote posteriori.
Questa è una vera e propria rivoluzione nell'ambiente delle vetture Formula (o Open Wheel come vengono definite dagli anglosassoni), poiché la loro peculiarità è sempre stata quella di avere ruote scoperte da carrozzerie.
La DW12 invece è dotata di questo particolare con lo scopo di risolvere l'annoso problema delle vetture Formula, ossia il decollo di un'auto che tampona l'altra nel caso l'avantreno dell'auto che tampona colpisca il retrotreno di quella tamponata.
Purtroppo per questo motivo sono deceduti molti piloti, non solo nelle serie americane, ma anche in quelle propedeutiche e in Formula 1.
Nonostante ciò questa scelta progettuale ha fatto discutere, in quanto il paraurti ha come compito primario la sicurezza dei piloti, ma al tempo stesso comporta un incremento prestazionale per via dei suoi effetti aerodinamici.
Tra l'altro la macchina è dotata anche di una sorta di schermatura davanti alle ruote posteriori, rendendola più simile a una vettura Granturismo o un prototipo Le Mans, che non una vera e propria Open Wheel.
La vettura è disponibile in due versioni, una studiata per correre sulle piste permanenti e cittadine mentre l'altra progettata per gareggiare sui circuiti ovali da alta velocità.
Le differenze risiedono principalmente nel passo e nell'impostazione aerodinamica.
La versione da alta velocità è stata la prima ad essere presentata, e negli USA è stata anche la più acclamata per via del fatto che gli americani prediligono le gare nei catini piuttosto che nelle piste canoniche, inoltre perché è la versione da adoperare ad Indianapolis per la 500 miglia, che è una delle corse più antiche e importanti del mondo.
Questa versione beneficia di un passo allungato che garantisce maggiore stabilità alle alte velocità nelle curve paraboliche, ma è attrezzata anche di alettoni più lunghi sempre per lo stesso motivo, ma con angoli di incidenza e profili alari non particolarmente esasperati poiché se anche necessita di un buon carico aerodinamico va privilegiata anche la resistenza all'avanzamento, inoltre la scocca può beneficiare di condotti venturi che incrementano l'effetto suolo.
Tra l'altro questo modello gode di sospensioni rinforzate dal lato destro (così come gli pneumatici) sottoposti a carichi verticali molto elevati come di consuetudine negli ovali.
Contrariamente la versione per circuiti permanenti e cittadini ha un passo più corto in modo da essere più maneggevole anche nelle curve a corto raggio e nei tornanti.
Seppur anch'essa sfrutti l'effetto suolo dei condotti venturi, dispone di profili alari con angoli d'attacco più accentuati in modo da aumentare il carico aerodinamico e migliorare la trazione in accelerazione poiché con i motori turbo usati sulla DW12 la coppia motrice è abbastanza elevata sin da regimi di rotazione medio bassi.
Mentre l'assetto non è differenziato tra lato destro e sinistro, poiché le sollecitazioni nelle piste permanenti risultano quasi simmetriche.